# Franz Gutmann (Ökonom)
Franz Gutmann (* 16. März 1879 in München; † 6. Juli 1967 in Milwaukee, Wisconsin) war ein deutsch-amerikanischer Wirtschaftswissenschaftler.

## Leben
Nach dem Abitur (1898) am Wilhelmsgymnasium München studierte Gutmann Rechtswissenschaften, Nationalökonomie und Geschichte an der Universität München und an der Universität Straßburg, wo er 1904 promoviert wurde. Anschließend besuchte er noch staatswissenschaftliche Vorlesungen in Paris, Berlin und Heidelberg. Nach Auslandsreisen und einer Tätigkeit als Privatassistent habilitierte er sich 1912 an der Universität Tübingen. Am Ersten Weltkrieg nahm er als Offizier teil. Danach lehrte er an der Universität Tübingen als nichtbeamteter außerordentlicher Professor. 1921 wurde er ordentlicher Professor an der Universität Jena, 1929 wechselte er an die Universität Breslau und 1931 wurde er Professor für Versicherungswissenschaft an der Universität Göttingen.
Wegen seiner jüdischen Abstammung wurde er 1935 vorläufig in den Ruhestand versetzt und 1936 entlassen. Gutmann emigrierte 1939 (er hatte vorher auf einer Reise die Möglichkeiten einer Anstellung als Hochschulprofessor geprüft) in die USA, 1941 verlor er die deutsche Staatsbürgerschaft, später wurde er US-amerikanischer Staatsbürger. Von 1939 bis zu seiner Pensionierung 1949 war Gutmann Professor für Wirtschaftswissenschaften an der University of North Carolina in Chapel Hill. Danach arbeitete er als Dozent in Milwaukee weiter, weil er kein ausreichendes Einkommen aus seiner Pension hatte, Wiedergutmachungszahlungen aus Deutschland erfolgten erst ab 1956. Vorher hatte seine über 65-jährige Frau in einem Kaufhaus arbeiten müssen. Gutmann kehrte nie nach Deutschland zurück.

## Schriften (Auswahl)
- Die soziale Gliederung der Bayern zur Zeit des Volksrechtes. K.J. Trübner, Strassburg 1906, OCLC 18362593 (Dissertation Universität Straßburg 1906).
- Das französische Geldwesen im Kriege (1870–1878), Trübner, Strassburg 1913, DNB 580053660 (= Abhandlungen aus dem staatswissenschaftlichen Seminar zu Strassburg i.E. Heft 30, zugleich: Habilitationsschrift, Eberhard Karls Universität Tübingen, Staatswissenschaft).
- Grundsätzliches zum Reparationsplan, G. Fischer, Jena 1921, DNB 580898067 (= Weltkriegssammlung).
- Das Rätesystem, Drei Masken Verlag, München 1922.
- Währungsideen und Währungsgestaltung in der Gegenwart, G. Fischer, Jena 1928.
- Auslandskredite und Auslandsverschuldung, Junker & Dünnhaupt, Berlin 1930.